# Hyacinthe-Xavier Tixedor
Hyacinthe-Xavier Tixedor va ser un polític nord-català, nascut a Prada (Conflent) el 16 de novembre 1744 i mort el 18 d'abril de 1818 al mateix lloc.
Era jutge de la vegueria de Conflent, i fou escolli diputat pel tercer estat als États généraux de 1789 per la província del Rosselló. Adjunt del degà, va prendre el Jurament del joc de pilota i va formar part del comitè de comerç i d'agricultura. Va ser el primer conseller general dels Pirineus Orientals sota el Consolat francès.